# 2019 IPSC Rifle World Shoot

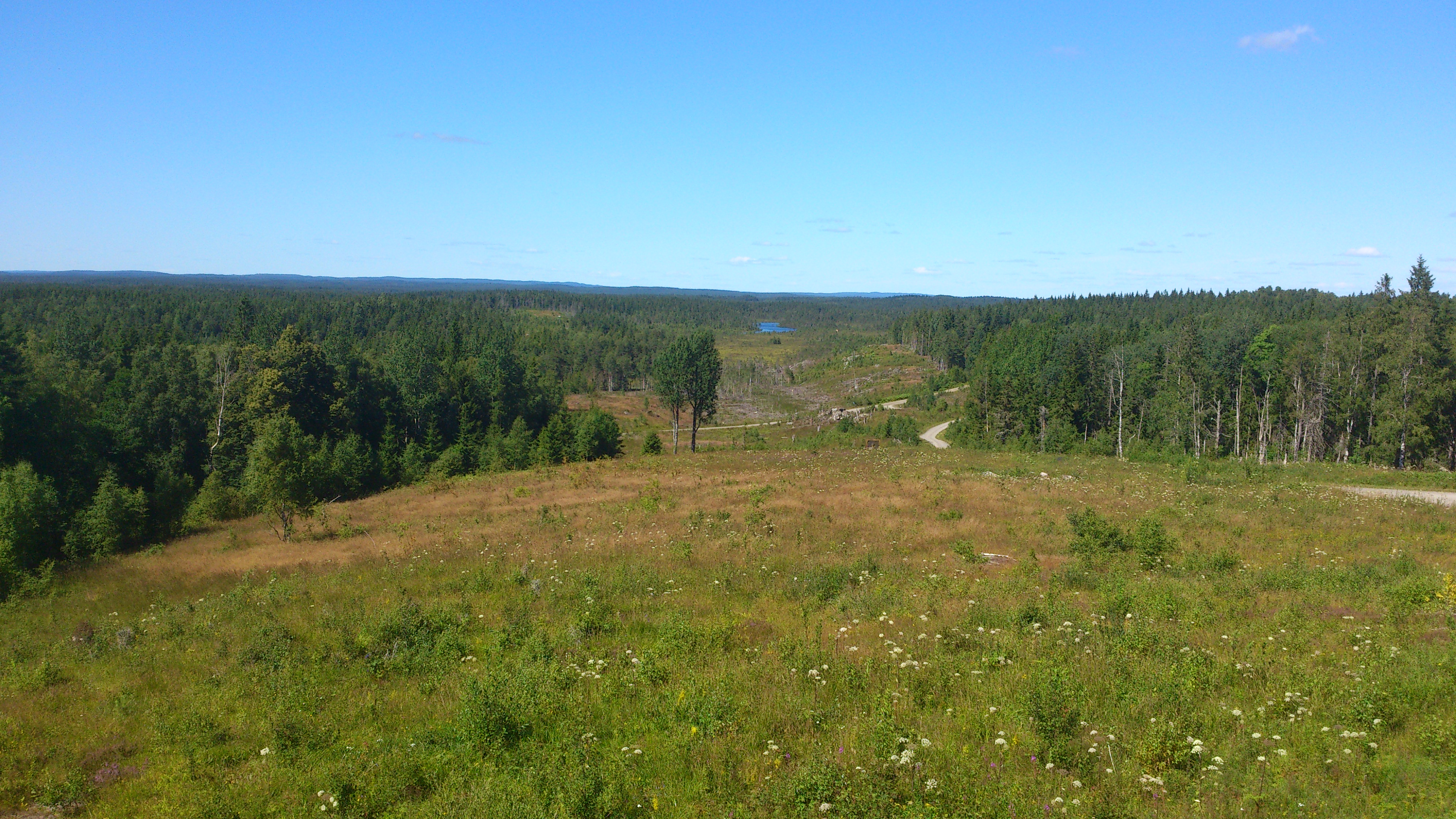
Utsikt från Berga skjutplats på Villingsbergs skjutfält.

2019 IPSC Rifle World Shoot II som också är världsmästerskapet i dynamiskt skytte tilldelades Sverige, och hölls 3 till 10 augusti 2019 på Villingsbergs skjutfält i Karlskoga. Tävlingen hade runt 750 deltagare.
Ursprungligen skulle EM i dynamiskt gevär ordnas i Karlskoga sommaren 2018, men ställdes in på grund av skogsbränderna som härjade i Sverige och EM flyttades fram till 2019. Efter ansökan beslutade det internationella förbundet för dynamiskt sportskytte att uppgradera tävlingsstatusen till VM, vilket gjorde matchen till en av de största skyttetävlingarna som har ordnats i Sverige.
Villingsberg skjutbana ägs av försvarsmakten, och det årliga svenska försvarsmästerskapet i dynamiskt skytte genomfördes i samband med världsmästerskapet.